# Ghédalia Tazartès
Ghédalia Tazartès, né le 12 mai 1947 à Paris 10e et mort le 9 février 2021 dans la même ville, est un musicien français.

## Biographie

### Origines
Même si, à l'origine, son travail s'ancre dans l'héritage Ladino (sa famille est originaire de la communauté juive de Thessalonique), Ghédalia Tazartès est un artiste inclassable, avant tout instinctif et libre, « un musicien spontané, qui est ancré dans le faire plutôt que dans la théorie », selon David Fenech.

### Carrière
Il a publié peu de disques et donné de rares concerts, lorsqu'il était sollicité, mais a réussi à vivre de son artisanat grâce à son travail pour la danse, le théâtre, le cinéma.

### Une musique inclassable
On peut rapprocher parfois son travail de la Musique concrète pour sa manipulation des bandes enregistrées sur magnétophones Revox et le collage des sons, alors même qu'il dit n'avoir découvert que postérieurement le travail de Pierre Schaeffer et de Pierre Henry. Il a par exemple, collaboré avec Michel Chion (il chante sur un morceau de La Ronde, il joue un morceau de ce dernier sur Diasporas/Tazartès). « Ce qui l’intéresse est bien ce qu’ont à dire ces objets sonores du monde qui nous entoure, monde matériel et immatériel, monde de l’échange marchand et non marchand. Il les rend plus bavards, il les fait parler en les plongeant dans des agencements qui leur sont étrangers. Il coupe et monte des images sonores selon les techniques utilisées au cinéma et cette technique fait ressortir leur sens ». Ce sont de véritables films sonores laissant beaucoup plus de place à l’interprétation parce que le son est moins prescripteur que l’image.
« Ghédalia Tazartès s'invente un monde qui semble s'inspirer de différentes traditions qui ont traversé son "pays". Il se réapproprie ou recrée les idiomes de certaines musiques traditionnelles. »
Tazartès joue aussi de nombreux instruments en autodidacte.
Son travail évoque la poésie sonore, pour l'importance accordée à la déclamation, à la voix, au texte. Tazartès met aussi en voix des textes classiques (comme Stéphane Mallarmé sur Diasporas/Tazartès, Paul Verlaine sur Voyage à l'ombre, Arthur Rimbaud et Verlaine en 2006).
La poésie et la personne même de Tazartès, avec son chapeau à la Joseph Beuys, a notamment habité Dell'Inferno, expérience théâtrale d'André Engel en 1982. On le retrouve également plusieurs fois aux côtés de Bernard Sobel et Philippe Adrien.
En 2009, il commence à jouer en trio avec les musiciens David Fenech et Jac Berrocal. Il se produit à partir de 2010 en solo (plus de 30 concerts à travers le monde) et a présenté un nouveau projet, le "cinémix" Häxan (La Sorcellerie à travers les âges) 21 avril 2011 à la Fondation Cartier. C'est cette même année qu'il collabore avec le compositeur Bruno Letort sur une création radiophonique pour la DeutchKultur Radio de Berlin.

### Vie privée et mort
Il a été le compagnon de l'actrice Nathalie Richard, avec laquelle il a eu une fille.
Il meurt à l'âge de 73 ans le 9 février 2021 à Paris,. Il est incinéré.

## Discographie
- Diasporas, LP, Cobalt, 1979 (enregistré en 1977; réédité avec Tazartès, CD, Alga Marghen, 2004; réédité en 33t, Dais Records, Dais 021, 2011)
- Tazartès' transports, LP, autoproduction, 1980 (réédition augmentée, CD, Alga Marghen, 1997)
- Une éclipse totale de soleil, LP, Celluloïd, 1984(réédition augmentée, CD, Alga Marghen, 1996)
- Tazartès, LP, AYAA, 1987 (réédité avec Diasporas, CD, Alga Marghen, 2004)
- Check Point Charlie, CD, AYAA, 1990 (réédition augmentée, CD, Gazul, 2006)
- Voyage à l’ombre, CD, Demosaurus, 1997 (réédition CD, Hinterzimmer, 2013)
- 5 Rimbaud 1 Verlaine, mini-CD, Jardin au Fou, 2006
- Les Danseurs de la pluie, CD, Alga Marghen, 2006
- Jeanne, CD, Vand'Oeuvre, 2007 (d'après le spectacle Jeanne de Bertrand Sinapi)
- Hystérie off Music, CD, Jardin au Fou, 2007
- Repas froid, CD, Tanz Procesz, 2009
- Ante Mortem, CD, Hinterzimmer, 2010
- Superdisque, LP, CD, Sub Rosa, 2011 (avec David Fenech et Jac Berrocal)

## Autres travaux
(liste non exhaustive)
- Tabula Rasa, 1980, pièce de danse de François Verret, musique Ghédalia Tazartès.
- Les Portes d'Italie, 1981, pièce de danse de François Verret, musique Ghédalia Tazartès.
- Dell'Inferno, 1982, expérience théâtrale d'André Engel, chant Ghédalia Tazartès.
- Musique du film Moi Ivan, toi Abraham, 1993 de Yolande Zauberman.
- De ton seul visage, 1993, Compagnie Studio Laroche-Valière, danse, musique originale Ghédalia Tazartès.
- Une absence, 1994-95, Compagnie Studio Laroche-Valière, danse, musique originale Ghédalia Tazartès.
- Musique du téléfilm Jeunesse sans dieu, 1996, de Catherine Corsini.
- Acteur du film Court toujours : l'Inconnu, 1996, d'Ismaël Ferroukhi, avec Catherine Deneuve, Jeanne Labrune, Miki Manojlovic, Anny Romand  et Ghédalia Tazartes.
- La Mère confidente, musique de la pièce de Marivaux, mise en scène de Sandrine Anglade, Vieux-Colombier, 2000-2001.
- Les Danseurs de la pluie, musique de la pièce de Karin Mainwaring, mise en scène de Muriel Mayette et Jacques Vincey, Vieux-Colombier, 2000-2001.
- Extermination du peuple Ou mon foie n'a pas de sens, musique de la pièce de Werner Schwab, mise en scène Philippe Adrien, Comédie française, 2001.
- Ecce Homo, 2001, musique du spectacle de Lionel Ales.
- Comme un lundi, mars 2005, de Ghédalia Tazartès avec Élie Tazartès, Ghédalia Tazartès (musiciens), Satchie Noro, Ousman Boye (danseurs), MC93 Bobigny.
- Jeanne, musique du spectacle d’après le roman Jeanne la Pudeur de Nicolas Genka mise en scène Bertrand Sinapi, Espace Bernard-Marie Koltès, Metz, 2007-2008.
- Don Quichotte, musique de la pièce d’après Cervantès, mise en scène Philippe Adrien, Théâtre Brétigny, 2007-2008.
- Andromaque, musique de la pièce de Racine, mise en scène Philippe Adrien, Théâtre de Cornouaille, Quimper, 2007-2008.
- Italie magique et autres textes, musique de la pièce, d’après Italie magique et Les Cahiers rouges de Pier Paolo Pasolini, mise en scène Bertrand Sinapi, Théâtre national du Luxembourg, Luxembourg, 2007.
- AnticlimaX, musique de la pièce de Werner Schwab, mise en scène Bertrand Sinapi, Espace Bernard-Marie Koltès, Metz, 2008-2009.